# Bangalore Challenger
Il Bangalore Challenger è stato un torneo professionistico di tennis giocato su campi in cemento. Faceva parte dell'ATP Challenger Series. Si giocava annualmente a Bangalore in India.

## Albo d'oro

### Singolare
| Anno       | Campione        | Finalista            | Punteggio     |
| ---------- | --------------- | -------------------- | ------------- |
| 2003       | Grégory Carraz  | Gilles Elseneer      | 6–4, 7–6(4)   |
| 2002- 1994 | Non disputato   | Non disputato        | Non disputato |
| 1993       | Andrea Gaudenzi | Srinivasan Vasudevan | 6–1, 6–4      |
| 1992       | Mario Visconti  | Ettore Rossetti      | 6–4, 6–3      |
| 1991       | Frank Dennhardt | Vladimir Gabričidze  | 3–6, 6–4, 6–4 |

### Doppio
| Anno       | Campioni                           | Finalisti                           | Punteggio     |
| ---------- | ---------------------------------- | ----------------------------------- | ------------- |
| 2003       | Rodolphe Cadart Grégory Carraz     | Yves Allegro Jean-François Bachelot | 6–4, 6–4      |
| 2002- 1994 | Non disputato                      | Non disputato                       | Non disputato |
| 1993       | Donald Johnson Leander Paes        | Sean Cole Andrej Merinov            | 6–4, 6–3.     |
| 1992       | Nick Brown Andrew Foster           | Xavier Daufresne César Kist         | 7–6, 3–6, 7–5 |
| 1991       | Vladimir Gabričidze Mihnea Năstase | Sean Cole Martin Zumpft             | 2–6, 7–5, 6–3 |